# Centro Democrático
Centro Democrático (também Centro Democrático – Mão Forte, Coração Grande) (em castelhano:  Centro Democrático – Mano firme, corazón grande) é um partido político da Colômbia, fundado por Álvaro Uribe ex-presidente, Francisco Santos Calderón ex-vice-presidente e Oscar Iván Zuluaga ex-ministro da fazenda. O partido se auto-intitula de centro, embora certo grupo considere o partido sendo  de direita.
O Partido foi fundado em 2013, sendo o fator principal disso as negociações do governo com as FARC, a principal força guerrilheira de esquerda anti-governo no conflito armado colombiano.
Embora criado como um partido decididamente de direita, seus membros agora vêm de uma ampla gama de origens políticas, incluindo ex-políticos do Partido Conservador de direita, o Partido Social de Unidade Nacional de centro-esquerda, e o Polo Democrático Alternativo, de esquerda, como o senador Everth Bustamante.

## Desempenho eleitoral
Nas eleições para o Congresso de 2014, o Centro Democrático conquistou 20 cadeiras no Senado e também obteve 19 cadeiras na Câmara dos Deputados.
Nas Eleições Presidenciais de 2014, o Centro Democrático escolheu o ex-Senador e Ministro das Finanças durante o governo de Uribe, Óscar Iván Zuluaga, como seu candidato para presidente. Zuluaga venceu o primeiro turno, mas depois perdeu o segundo turno para o atual presidente Santos.
Apesar da derrota no segundo turno, o desempenho eleitoral nas eleições tanto no Congresso como nas presidências proporcionou ao Centro Democrático uma plataforma para se estabelecer como o principal partido da oposição na Colômbia. Desde então, o partido tomou medidas para melhorar sua infraestrutura política, uma vez que ficou para trás em termos de financiamento e organização partidária, quando comparado a partidos políticos mais tradicionais.
- Este artigo foi inicialmente traduzido, total ou parcialmente, do artigo da Wikipédia em inglês cujo título é «Democratic Centre», especificamente desta versão.Referências

1. ↑  Bowman, Emma. «Colombia Elects Right-Wing Populist Ivan Duque As President». NPR (em inglês). Consultado em 8 de dezembro de 2018
2. ↑  «Estatuto del CD» (PDF). Centro Democrático. 2017. Consultado em 7 de dezembro de 2018
3. 1 2  «Álvaro Uribe Vélez. Plan Nacional de Desarrollo 2002-2006: «Hacia un Estado Comunitario»» (PDF). Consultado em 1 de abril de 2014. Cópia arquivada (PDF) em 12 de março de 2013
4. ↑  Vargas Llosa, Álvaro (7 de agosto de 2006). «Cuídese de los carnívoros». Article (em espanhol). El Instituto Independiente. Consultado em 17 de maio de 2018
5. ↑  Ávila, Ariel (5 de setembro de 2017). «La derecha en Colombia y la campaña presidencial». Article (em espanhol). Diario El País. Consultado em 6 de outubro de 2018
6. ↑  «Centro Democrático». Centro Democrático (em espanhol). Consultado em 8 de dezembro de 2018
7. ↑  «La derecha es la nueva fuerza política del país». Semana. 4 de junho de 2014. Consultado em 7 de dezembro de 2018
8. ↑  «Reacciones sobre creación del movimiento Puro Centro Democrático : Noticias UNO, La Red Independiente». Notícias UNO. 8 de julho de 2012. Consultado em 8 de dezembro de 2018. Cópia arquivada em 4 de março de 2016
9. ↑  «Rupturas dentro del Polo Democrático». Kienyke. 13 de agosto de 2012. Consultado em 7 de dezembro de 2018
10. ↑  Cobb, Julia Symmes (15 de junho de 2014). «Santos wins reelection in Colombia». The Washington Post. Consultado em 7 de dezembro de 2018